# 高林恒夫
高林 恒夫 （たかばやし つねお、1938年1月12日 - 2009年9月5日）は、昭和中期（1960年代前半）のプロ野球選手（外野手）。

## 経歴
東京都神田出身。錦華小学校を経て、立教中学校（現・立教池袋中学校）で野球を始める。立教高校（現・立教新座高校）では1年生からレギュラーとなり、中堅手として1955年の春の甲子園に出場する。1回戦で坂崎一彦、山本八郎らのいた浪華商に完封負け。浪華商はこの大会に優勝する。同年夏は都予選準々決勝で早実高に敗退した。
1956年立教大学に入学するが、2年生までベンチ入りすらできなかった。2年生時の1957年11月3日立教大学が東京六大学野球の秋季リーグで優勝を決めた日の夜に、高林は前科3犯の窃盗犯を捕獲して、神田警察署から表彰状と賞金500円を受け取る。これを知った監督の辻猛に抜擢され、3年生から外野手のレギュラーとなる。4年生次の1959年には第3回アジア野球選手権大会日本代表に選出され、日本の優勝に貢献。同年秋季リーグでは打率.432を打ち首位打者を獲得する。リーグ通算50試合出場、181打数50安打、打率.309、0本塁打、15打点。ベストナイン3回。高林がレギュラーになってから、東京六大学野球リーグでは1958年春・秋、1959年秋の3回優勝し、全日本大学野球選手権大会でも1958年に優勝を果たした。大学同期には森滝義巳・稲川誠・種茂雅之・浜中祥和・小西秀朗が揃っていた。
1960年に熊谷組に入社。同期の左腕エース橋本時男を擁し、同年の都市対抗野球大会に四番左翼手として出場、4試合で16打数10安打、打率.625と大活躍する。特に決勝では松下電器を相手に、2回に北畑利雄から先制本塁打、延長10回には松浦三千男から決勝点に結びつく安打を放つなど、5打数5安打と大暴れして優勝に貢献、同大会の橋戸賞を獲得した。同年9月には全日本社会人野球選抜チームの一員としてハワイに遠征している。
アマ球界での実績を引っさげ、1961年に読売ジャイアンツに契約金1000万円、年俸250万円で入団。実家が自営業（古書店）であった高林は、もらうなら小切手より現金がよいと希望し、契約金のうち300万円は現金で受け取ったという。高林の入団に伴って、巨人監督の川上哲治はベテランの与那嶺要を自由契約にして中日ドラゴンズに放出。高林は与那嶺の後を受け背番号7を付けた。打者の癖を読んで守備位置を変えるなど頭脳的な外野守備を買われ、高林は開幕から左翼手として起用された。同年は新人ながら主に二番打者として86試合に先発出場、打率.219ながら、守備では無失策を記録する。また、オールスターゲームにもファン投票で選出された。しかし翌1962年には打率.152と不調に陥り、宮本敏雄・池沢義行に押されて出場試合数が半減する。
シーズン終了後、北川芳男との交換トレードで宮本敏雄と共に国鉄スワローズに移籍した。かつて、入団時に与那嶺を追い出した形となっていた高林はトレードの話を聞いて「今度は俺の番か」と思ったという。国鉄でも1年目の1963年から左翼手の定位置を獲得。同年は大学後輩の丸山完二と一、二番コンビを組み、初の規定打席（打率.222、リーグ24位）にも達した。その後もレギュラー左翼手として起用されるが、1965年限りで現役を引退した。
現役引退後は、神田神保町にある家業の古書店「東陽堂書店」の経営に当たり、神田古書店街の幹事長も務めた。2009年9月5日に劇症肝炎のため死去。71歳没。
息子の高林孝行も父と同じ野球選手となった後、引退後は家業を継いでいる。

## 詳細情報

### 年度別打撃成績
| 年 度     | 球 団         | 試 合 | 打 席 | 打 数 | 得 点 | 安 打 | 二 塁 打 | 三 塁 打 | 本 塁 打 | 塁 打 | 打 点 | 盗 塁 | 盗 塁 死 | 犠 打 | 犠 飛 | 四 球 | 敬 遠 | 死 球 | 三 振 | 併 殺 打 | 打 率 | 出 塁 率 | 長 打 率 | O P S |
| --------- | ------------- | ----- | ----- | ----- | ----- | ----- | -------- | -------- | -------- | ----- | ----- | ----- | -------- | ----- | ----- | ----- | ----- | ----- | ----- | -------- | ----- | -------- | -------- | ----- |
| 1961      | 巨人          | 119   | 370   | 320   | 34    | 70    | 11       | 2        | 1        | 88    | 22    | 3     | 3        | 22    | 1     | 23    | 0     | 4     | 43    | 8        | .219  | .280     | .275     | .555  |
| 1962      | 巨人          | 80    | 117   | 105   | 8     | 16    | 0        | 0        | 2        | 22    | 4     | 0     | 1        | 1     | 0     | 11    | 0     | 0     | 20    | 2        | .152  | .233     | .210     | .442  |
| 1963      | 国鉄 サンケイ | 138   | 520   | 451   | 54    | 100   | 14       | 6        | 3        | 135   | 26    | 8     | 8        | 11    | 1     | 54    | 0     | 3     | 41    | 9        | .222  | .309     | .299     | .608  |
| 1964      | 国鉄 サンケイ | 112   | 337   | 295   | 32    | 61    | 9        | 2        | 4        | 86    | 18    | 16    | 5        | 8     | 0     | 31    | 2     | 3     | 47    | 6        | .207  | .289     | .292     | .580  |
| 1965      | 国鉄 サンケイ | 132   | 457   | 402   | 33    | 94    | 16       | 2        | 1        | 117   | 23    | 10    | 11       | 6     | 2     | 46    | 0     | 1     | 54    | 10       | .234  | .314     | .291     | .605  |
| 通算：5年 | 通算：5年     | 581   | 1801  | 1573  | 161   | 341   | 50       | 12       | 11       | 448   | 93    | 37    | 28       | 48    | 4     | 165   | 2     | 11    | 205   | 35       | .217  | .296     | .285     | .580  |

- 各年度の太字はリーグ最高
- 国鉄（国鉄スワローズ）は、1965年途中にサンケイ（サンケイスワローズ）に球団名を変更

### 記録
- オールスターゲーム出場：1回 （1961年）

### 背番号
- 7 （1961年 - 1962年）
- 15 （1963年 - 1965年）